# Dalabyggð
Dalabyggð (kiejtése: ˈtaːlaˌpɪɣθ) önkormányzat Izland Nyugati régiójában, amely 1994. június 11-én jött létre Fellsstrandarhreppur, Haukadalshreppur, Hvammshreppur, Laxárdalshreppur, Skarðshreppur és Suðurdalahreppur egyesülésével; 1998-ban Skógarstrandarhreppur, 2006-ban pedig Saurbæjarhreppur is beolvadt.
2021-ben javasolták Húnaþing vestra, Stykkishólmsbær és Helgafellssveit Dalabyggðhez csatolását.

## Nevezetes személyek
- Auður Ketilsdóttir, telepes[5]
- Árni Magnússon, kéziratgyűjtő[6]
- Friðjón Þórðarson, egykori igazságügyi miniszter[7]
- Geirmundur Hjörsson, telepes[8]
- Höskuldur Dala-Kollsson, nemzetségfő[9]
- Hvamm-Sturla Þórðarson, telepes[10]
- Kjartan Ólafsson, katona[11]
- Jóhannes úr Kötlum, író[12]
- Leif Eriksson, felfedező[13]
- Stefán Sigurðsson, költő[14]
- Steinn Steinarr, költő[15]
- Theódóra Thoroddsen, költő[16]

## Fordítás
- Ez a szócikk részben vagy egészben  a   Dalabyggð című izlandi Wikipédia-szócikk ezen változatának fordításán alapul.  Az eredeti cikk szerkesztőit annak laptörténete sorolja fel. Ez a jelzés csupán a megfogalmazás eredetét és a szerzői jogokat jelzi, nem szolgál a cikkben szereplő információk forrásmegjelöléseként.